# Bocca di velluto
Bocca di velluto (Anita - ur en tonårsflickas dagbok) è un film del 1973 diretto da Torgny Wickman.

## Trama
Anita è poco più che un'adolescente, ha avuto un'infanzia difficile e, in rivolta all'ambiente familiare, cerca a suo modo affetto adescando sconosciuti per strada o nelle stazioni e si concede a loro per disperazione: incapace di amare, è affetta da una tormentosa ninfomania, che la spinge a sperimentare compulsivamente rapporti sessuali cercando di ottenere un orgasmo ma senza riuscirvi. Vivendo in un piccolo villaggio, tutti conoscono la sua situazione: Anita stessa se ne vergogna, i genitori non la aiutano e lei non è in grado di reprimersi.
Un giorno la ragazza incontra Erik, un giovane studente in psicologia che, invece di concedersi a lei, se ne prende cura: la accoglie in una comunità di giovani musicisti e la mette a suo agio cercando di sbloccare le sue inibizioni: la ragazza gli rivela via via la storia dei suoi incontri, fino ad arrivare  all'autoconsapevolezza e a rendersi conto che Erik è l'unico uomo che ama e che vuole davvero.

## Produzione
La traduzione del titolo svedese del film è Anita - diario di un'adolescente e in realtà tratta di sesso in maniera distaccata e seria, benché il titolo italiano sia volutamente fuorviante. Nato negli anni della "liberazione sessuale" e finanziato da una nota compagnia di produzione francese specializzata in pellicole hard, il film, Pur affrontando il tema in maniera asettica, prende a pretesto la psicologia, come molti altri dell'epoca, per sdoganare argomenti che erano stati tabù fino a pochi anni prima.
Girato nei dintorni di Stoccolma e uscito in Svezia alla fine del 1973, arrivò in Italia solo due anni più tardi.